# Ropotuha, Babanka
Ropotuha (în ucraineană Ропотуха) este o comună în raionul Babanka, regiunea Cerkasî, Ucraina, formată numai din satul de reședință.

## Demografie
Componența lingvistică a comunei Ropotuha
     Ucraineană (99,21%)
     Alte limbi (0,79%)
Conform recensământului din 2001, majoritatea populației comunei Ropotuha era vorbitoare de ucraineană (99,21%), existând în minoritate și vorbitori de alte limbi.